# Tomas Delininkaitis
Tomas Delininkaitis, né le 11 juin 1982 à Klaipėda, est un joueur lituanien de basket-ball.

## Palmarès

### Club
- Champion de Lituanie 2006
- Vainqueur de la Ligue baltique 2006
- Vainqueur de la Coupe ULEB 2005
- Finaliste du Championnat de Lituanie 2004, 2005
- Finaliste de la Ligue baltique 2005

### Sélection nationale
- Championnat du monde
  - 7e du Championnat du monde 2006 au Japon
- Championnat d'Europe
  -  Médaille d'argent au Championnat d'Europe 2013